# 296

## Nașteri
- dată necunoscută: Atanasie din Alexandria preot egiptean (d. 373)
- dată necunoscută: Nino  (d. 335)

## Decese
- 22 aprilie: Caius, papă al Romei (n. ?)